# Ořešník (rod)
Nucifraga je rod ptáků z čeledi krkavcovití (Corvidae).

## Systém
Seznam dosud žijících druhů:
- Ořešník americký - Nucifraga columbiana
- Ořešník kropenatý - Nucifraga caryocatactes